# Battaglia di Bapaume (1871)
La battaglia di Bapaume  fu combattuta nel contesto della guerra franco-prussiana il 3 gennaio 1871, presso il centro di Bapaume, tra le forze del generale dell'Armata del Nord, Louis Faidherbe e quelle prussiane del generale Edwin von Manteuffel.
Faidherbe, deciso il ritiro delle proprie truppe dal teatro dello scontro, sarà affrontato nuovamente dalla forze prussiane due settimane dopo nella Battaglia di Saint-Quentin, ultimo atto della guerra.

## Svolgimento
Il 2 gennaio il generale Faidherbe, al comando di due corpi d'armata, si mosse per attaccare al fine di liberare dall'assedio la città di Péronne.
Il comandante francese calcolò male i movimenti prussiani: egli reputava di dover trovare il grosso delle forze nemiche ad ovest di Bapaume e Bucquoy; in questo modo spostò una parte consistente delle sue forze (il XXII corpo) in prossimità di questi luoghi. Le condizioni climatiche erano delle peggiori. La neve copriva l'intera zona della battaglia e il freddo era intenso. Il XXIII corpo avanzò dritto su Bapaume e una divisione del XXIII corpo venne bloccata da una piccola forza di cavalleria. Solo il 3 gennaio Faidherbe riuscì a condurre il suo XXII corpo a Bapaume e a quel punto i tedeschi sembrarono pronti ad uno scontro casa per casa.
I francesi tuttavia decisero di compiere movimenti al di fuori dell'abitato ed evitare i combattimenti per le strade. Il XXIII corpo che avrebbe dovuto costituire il lato a sinistra della forza che doveva stringere i prussiani in una morsa, fu tuttavia rallentato dall'artiglieria. Alla fine, Faidherbe decise di ritirarsi, tra lo stupore del XXII corpo che pure aveva condotto assalti vittoriosi, mentre i tedeschi erano provati, a corto di munizioni e, in più, in inferiorità numerica. La conquista di Bapaume, con un'insistenza maggiore da parte dei francesi, si sarebbe potuta raggiungere. Cinque giorni più tardi, dopo una settimana di cannoneggiamenti ininterrotti, Péronne capitolò.